# Volksabstimmung (Schweiz)

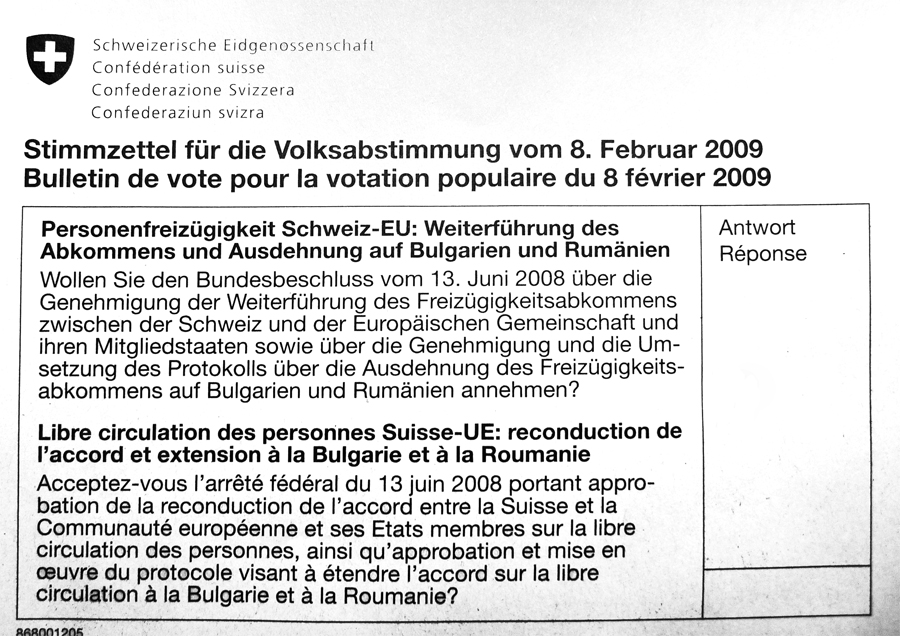
Abstimmungszettel zur Abstimmung

Die Volksabstimmung (französisch votation populaire, italienisch votazione popolare, rätoromanisch votaziun dal pievel) ist ein Instrument der direkten Demokratie in der Schweiz und damit ein wichtiges Element des politischen Systems der Schweizerischen Eidgenossenschaft. Dabei können die Stimmberechtigten über eine Vorlage der Bundesversammlung, welche dem obligatorischen beziehungsweise fakultativen Referendum untersteht, oder über eine mit einer Volksinitiative unterbreitete Verfassungsänderung abstimmen.

## Allgemeines
Volksabstimmungen gibt es auf allen politischen Ebenen der Schweiz. Sie werden entweder als kommunale (in der Gemeinde), kantonale (im Kanton) oder Eidgenössische Volksabstimmung (Bundesebene) bezeichnet. In der Schweizer zweistufigen Volksgesetzgebung ist sie der zweite und abschliessende Schritt des Verfahrens.

### Einfache Mehrheit
Für die Bewertung des Abstimmungsresultates gibt es generell kein Quorum. Somit entscheidet stets die einfache Mehrheit der abgegebenen Stimmen über Annahme oder Ablehnung einer Vorlage. Ungültige Stimmen werden nicht berücksichtigt.

### Volks-und Ständemehr
Auf Bundesebene werden bei Abstimmungen über Volksinitiativen oder bei obligatorischen Referenden gemäss Art. 140 Abs. 1 BV sowohl das Gesamtresultat als auch die jeweiligen Resultate in den Kantonen berücksichtigt. In einer solchen Abstimmung müssen für die Annahme einer Vorlage sowohl die Mehrheit aller Stimmenden (Volksmehr) als auch die Mehrheit der Kantone (Ständemehr) zustimmen.

## Geschichte
Der Einbezug des Volkes hat in der Schweiz eine kontinuierliche Tradition. Die Volksabstimmung kann als eine Weiterentwicklung der Landsgemeinde, die ab ca. 1275 schriftlich nachgewiesen ist, angesehen werden. Auch nach dem Mittelalter wurden Volksabstimmungen durchgeführt, wie zum Beispiel 1521 in Zürich, als das Volk durch Zwingli befragt wurde, ob das Soldbündnis mit Frankreich erneuert werden sollte. Die Befragung ergab ein negatives Resultat, und dementsprechend erneuerte die Regierung den Vertrag nicht mehr.
Massgeblichen Einfluss auf die Entwicklung im 19. Jahrhundert und somit auf die aktuelle Form hatten hingegen vor allem die Ideen des Genfer Philosophen Jean-Jacques Rousseau und Vorbilder aus der französischen Revolution, wie die Montagnard-Verfassung vom 24. Juni 1793.
Die Ursprünge zur heutigen Ausgestaltung der Volksabstimmung in der Schweiz liegen in den politischen Entwicklungen ab den 1830er Jahren in den Kantonen und auf Bundesebene in der Bundesverfassung von 1848 (Abstimmung bei Revision der Bundesverfassung) und der Bundesverfassung von 1874 (Einführung des fakultativen Referendums), sowie der Einführung der Volksinitiative auf Teilrevision der Bundesverfassung von 1891.
Bis heute werden die Volksrechte und somit auch das Mittel der Volksabstimmung weiterentwickelt, sei es bezüglich der Inhalte der Vorlage wie der Ausweitung auf Staatsverträge 1921, sei es in Bezug auf die Stimmberechtigung wie der Einführung des Frauenstimmrechtes 1971 oder dem Verfahren wie der Einführung des «doppelten Ja mit Stichfrage» 1987, das es dem Stimmberechtigten ermöglicht, sowohl einer Volksinitiative als auch dem parlamentarischen Gegenentwurf zuzustimmen.
In der Regel werden Neuerungen zuerst von einem oder mehreren Kantonen eingeführt, bevor diese auch auf Bundesebene zur Anwendung kommen. Sich nicht bewährende Volksrechte werden aber wieder abgeschafft. Die 2003 in die Bundesverfassung eingefügte «allgemeine Volksinitiative» wurde 2009 wieder per Volksabstimmung gestrichen, da sich die Umsetzung als nicht machbar erwiesen hat. Ebenso erging es dem mit der neuen Verfassung des Kantons Zürich 2006 eingeführten «konstruktiven Referendum», bei dem einer zur Abstimmung gebrachten Gesetzesvorlage ein ausformulierter Gegenvorschlag gegenübergestellt wird, welche 2013 auf Grund der nicht zufriedenstellenden Erfahrung in der Praxis wieder abgeschafft wurde. In den Kantonen Bern und Nidwalden hat sich hingegen das 1995 bzw. 1996 eingeführte konstruktive Referendum bewährt.

## Stimmberechtigung
Auf Bundesebene stimmberechtigt sind alle schweizerischen Staatsangehörigen, die das 18. Lebensjahr vollendet haben, unabhängig ob sie in der Schweiz oder im Ausland wohnen. Ausgenommen sind Personen, welche auf Grund von «Geisteskrankheit oder Geistesschwäche» entmündigt sind (Art. 136 BV).
Auf kantonaler oder kommunaler Ebene kann die Stimmberechtigung weiter gefasst sein; so können im Kanton Glarus bereits 16-Jährige und in den Kantonen Neuenburg und Jura sowie im Kanton Genf nur auf kommunaler Ebene unter bestimmten Bedingungen auch niedergelassene Ausländer abstimmen. Die Verfassungen der Kantone Appenzell Ausserrhoden, Graubünden und Basel-Stadt erlauben den Gemeinden, das Ausländerstimmrecht einzuführen.
Da der Begriff «Gemeinde» in der Schweiz nicht zwingend für eine politische Gemeinde (geographisches Gebiet), sondern auch für Schul-, Kirch- oder Bürgergemeinden gilt, ist die Stimmberechtigung nicht ausschliesslich durch den Wohnsitz, sondern durch weitere Eigenschaften wie dem Bürgerort oder Zugehörigkeit einer Landeskirche bestimmt.

## Abstimmungsvorlagen

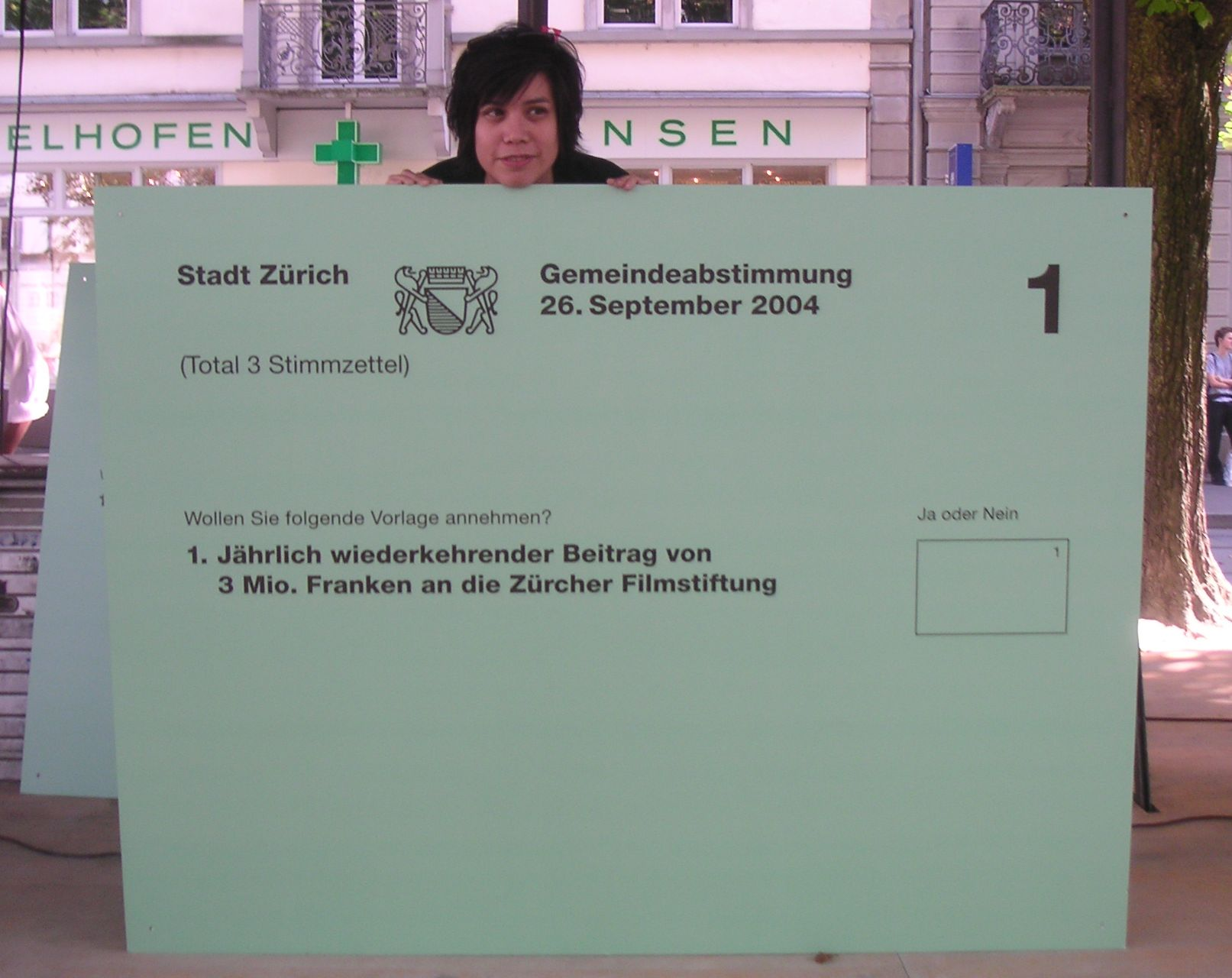
Beispiel eines vergrösserten Stimmzettels von 2004 für den Abstimmungskampf für die Zürcher Filmstiftung. Mit Politikerin Min Li Marti.

### Bundesebene
Zu einer Volksabstimmung kann es in der Schweiz auf Bundesebene auf drei möglichen Wegen kommen:
- Über den Weg einer zustande gekommenen Volksinitiative, das heisst, wenn 100'000 Stimmberechtigte innerhalb von 18 Monaten mit ihrer Unterschrift eine Änderung oder Totalrevision der Verfassung verlangen (Art. 138 ff. BV) Das Parlament kann einen Gegenentwurf erarbeiten. Falls die Initiative nicht zu dessen Gunsten zurückgezogen wird, werden dem Volk seit 1987 drei Fragen vorgelegt: die Initiative, der Gegenentwurf sowie die Stichfrage, welcher Vorlage Vorrang zu geben ist, wenn beide angenommen werden. Die Stichfrage kann unabhängig von den Vorlagen beantwortet werden, so kann ein Stimmender beide Vorlagen ablehnen, mit der Stichfrage aber eine davon vorziehen. Vor 1987 gab es keine Stichfrage und der Stimmende durfte nur einer der beiden Vorlagen zustimmen, konnte aber beide ablehnen.[8]
- Als obligatorisches Referendum über eine vom Parlament beschlossene Verfassungsänderung, über einen Beitritt zu Organisationen für kollektive Sicherheit oder zu supranationalen Gemeinschaften sowie über dringlich erklärte Bundesgesetze, die keine Verfassungsgrundlage haben und deren Geltungsdauer ein Jahr übersteigt (Art. 140 Abs. 1 BV)
- Auf dem Weg des fakultativen Referendums über einen vom Parlament verabschiedeten, referendumspflichtigen Erlass (u. a. Bundesgesetze, wichtige völkerrechtliche Verträge).[9] Wenn mindestens 50'000 Stimmberechtigte oder acht Kantone innerhalb von 100 Tagen nach der amtlichen Veröffentlichung dies verlangen, wird die bereits verabschiedete Vorlage in einer Volksabstimmung überprüft. Bei einer Ablehnung durch die Mehrheit der Stimmenden tritt der entsprechende Erlass nicht in Kraft, bezw. dringlich erklärte Bundesgesetze laufen ein Jahr nach Annahme durch das Parlament aus und können nicht erneuert werden.[9][10]

### Kantone und Gemeinden
In den Kantonen und Gemeinden sind die Volksrechte weitreichender und Volksabstimmungen in der Regel häufiger. Grundlage dafür sind die Bestimmungen in der jeweiligen Kantonsverfassung und den Gemeindeordnungen.
Wie auf Bundesebene gibt die Möglichkeit von Volksinitiativen, obligatorischen und fakultativen Referenden. Besonders bedeutend ist das Finanzreferendum, bei dem über eine bestimmte Ausgabe des Kantones oder der Gemeinde abgestimmt wird. So kennt der Kanton Zürich ein fakultatives Referendum für neue einmalige Ausgaben über 6 Millionen Franken oder neue wiederkehrende Ausgaben von 600'000 Franken pro Jahr., während in der Stadt Zürich ein obligatorisches Referendum bei neuen einmaligen Ausgaben über 20 Millionen Franken oder neue wiederkehrende Ausgaben von 1 Million Franken pro Jahr und für geringere Beiträge ein fakultatives Referendum gilt.

## Verfahren

### Urnenabstimmung
Das Verfahren richtet sich nach dem «Bundesgesetz über die politischen Rechte», beziehungsweise der entsprechenden Verordnung den kantonalen Bestimmungen. Für die Durchführung sind die Kantone zuständig. Auf Bundesebene sind jeweils vier Termine im Voraus festgelegt, an denen Abstimmungen und Wahlen durchgeführt werden. Kantonale und kommunale Abstimmungen werden in der Regel gleichzeitig durchgeführt, wobei es den Kantonen und Gemeinden frei steht, zusätzliche Termine festzulegen. Der Bundesrat legt spätestens vier Monate zuvor fest, ob an diesem Tag ein Eidgenössischer Urnengang stattfinden soll und über welche Vorlagen abgestimmt werden.
Die Stimmberechtigten erhalten frühestens vier, spätestens drei Wochen vor dem Termin die Abstimmungsunterlagen, welche in der Regel aus den Stimmzetteln, dem Stimmrechtsausweis, den Stimmcouvert und den Abstimmungserläuterungen (umgangssprachlich Abstimmungsbüchlein). In diesem ist der Wortlaut der zur Abstimmung stehenden Vorlage, die Argumente der Befürworter und Gegner, sowie die Meinung der jeweiligen Exekutive (also: Gemeinderat, Kantonsregierung oder Bundesrat) und die Resultate der entsprechenden Beratungen und Abstimmungen in den jeweiligen Legislativen (also: Grosser Gemeinderat, Kantonsrat, National- und Ständerat) enthalten.
Die Stimmbürger können ihre Stimmzettel persönlich im Stimmlokal, welches am Abstimmungssonntag bis 12 Uhr und an mindestens zwei der vier letzten Tage vor dem Abstimmungstag geöffnet ist, in die Urne einlegen oder brieflich, wobei es Kantone gibt, bei denen das entsprechende Rücksendecouvert bereits vorfrankiert ist, an die jeweilige Gemeinde senden. In bestimmten Kantonen kann auch per Internet oder per SMS abgestimmt werden. Das Projekt zum I-Voting wurde 2003 im Kanton Genf gestartet, und im Sommer 2006 hat der Bundesrat darüber entschieden, dass das I-Voting weitergeführt und auf die ganze Schweiz ausgedehnt werden soll. Eine Vertretung der Stimmabgabe, zum Beispiel für Invalide, ist unter bestimmten Auflagen zulässig.
Die Auszählung der Stimmen obliegt den jeweiligen Stimm- und Wahlbüros, welche auf Gemeinde- oder Wahlkreisebene organisiert und aus stimmberechtigten Personen des jeweiligen Gebietes bestehen.

### Offene Abstimmungen
Eine spezielle Form der Volksabstimmung sind die Landsgemeinden in den Kantonen Appenzell Innerrhoden und Glarus, den vereinzelt noch stattfindenden regionalen Landsgemeinden und den in kleineren Gemeinden ohne Parlament üblichen Gemeindeversammlungen, an denen an einer einberufenen Versammlung der jeweils Stimmberechtigten unmittelbar und offen über gewisse Sachgeschäfte und auch Einbürgerungen abgestimmt wird.

### Abstimmungstermine
| Blanko-Abstimmungstermine                                | Blanko-Abstimmungstermine | Blanko-Abstimmungstermine | Blanko-Abstimmungstermine | Blanko-Abstimmungstermine |
| -------------------------------------------------------- | ------------------------- | ------------------------- | ------------------------- | ------------------------- |
| Jahr                                                     | 1. Quartal                | 2. Quartal                | 3. Quartal                | 4. Quartal                |
| 2018                                                     | 4. März                   | 10. Juni                  | 23. September             | 25. November              |
| 2019                                                     | 10. Februar               | 19. Mai                   | * 20. Oktober             | 24. November              |
| 2020                                                     | 9. Februar                | 17. Mai                   | 27. September             | 29. November              |
| 2021                                                     | 7. März                   | 13. Juni                  | 26. September             | 28. November              |
| 2022                                                     | 13. Februar               | 15. Mai                   | 25. September             | 27. November              |
| 2023                                                     | 12. März                  | 18. Juni                  | * 22. Oktober             | 26. November              |
| 2024                                                     | 3. März                   | 9. Juni                   | 22. September             | 24. November              |
| 2025                                                     | 9. Februar                | 18. Mai                   | 28. September             | 30. November              |
| 2026                                                     | 8. März                   | 14. Juni                  | 27. September             | 29. November              |
| 2027                                                     | 28. Februar               | 6. Juni                   | * 24. Oktober             | 28. November              |
| * = bei diesen Abstimmungen sind auch Nationalratswahlen |                           |                           |                           |                           |

## Bedeutung der Volksabstimmung
Die Volksabstimmungen ermöglichen es den Stimmberechtigten, nicht nur mit der periodischen Wahl des Parlaments, sondern auch mit häufigen Abstimmungen über wichtige Sachfragen Einfluss auf die Politik zu nehmen und damit die demokratische Legitimation staatlichen Handelns zu verstärken.
Das auf kantonaler und kommunaler Ebene weit verbreitete Finanzreferendum fördert zudem die vernünftige Planung von Ausgaben für öffentliche Projekte sowie, zusammen mit der jeweiligen Abstimmung über die Steuersätze, die Akzeptanz der jeweiligen Finanzpolitik und dem Handeln der politischen Behörden im Allgemeinen.
Die Vielzahl von Geschäften, welche zur Abstimmung vorgelegt werden müssen, führt dazu, dass in der Schweiz in absoluten Zahlen in etwa die Hälfte aller weltweit abgehaltenen Volksabstimmungen stattfindet.